# Emil Forsberg
Emil Peter Forsberg (født 23. oktober 1991 i Sundsvall, Sverige) er en svensk fodboldspiller (kantspiller). Han spillede for den tyske Bundesliga-klub RB Leipzig fra 2015 til 2024. Skiftede i januar 2024 til New York Red Bulls
Forsberg indledte karrieren i hjemlandet, hvor han repræsenterede blandt andet GIF Sundsvall i sin fødeby samt Malmö FF. Med sidstnævnte var han med til at vinde det svenske mesterskab i 2013 og 2014. I 2015 skiftede han til RB Leipzig, der på daværende tidspunkt spillede i 2. Bundesliga. Han var med til at sikre holdet oprykning til Bundesligaen året efter, samt kvalifikation til Champions League i 2017.

## Landshold
Forsberg har (pr. 29. juni 2021) spillet 66 kampe og scoret 17 mål for Sveriges landshold. Han debuterede for holdet 17. januar 2014 i en venskabskamp mod Moldova. Han var en del af den svenske trup til EM i 2016 i Frankrig og VM i 2018 i Rusland. Forsberg var med fire mål,  indtil Sverige blev slået ud af Ukraine i ottendedelsfinalen, med i kapløbet om titlen som topscorer ved Uefa Euro 2020. 